# Joods Monument (Bloemendaal)
Joods Monument Bloemendaal is een monument in Bloemendaal.
Bloemendaal heeft sinds 1949 het Bevrijdingsmonument Bloemendaal. Toch vond men het noodzakelijk ook een apart monument te hebben voor Joden uit Bloemendaal, die slachtoffer waren van de Holocaust. Reden hiervoor werd gevonden in het geloof dat bij het uitspreken van de naam van de overledene hij/zij als het ware voortleeft. Bovendien vond de gemeente het belangrijk een plaats te creëren waarbij nabestaanden stil konden staan op één plek; de omgebrachte Joden hebben immers geen persoonlijk graf. Op het op 12 april 2018 (Jom Hasjoa) onthulde monument staan 123 namen van Bloemendaalse Joden; gastspreker bij de onthulling was burgemeester Elbert Roest. Het ontwerp van Patrick van der Vegt komt in de vorm van een liggende Davidsster (Joods fundament), waarop de namen van vernietigingskampen zijn vermeld. Op de grondplaat staat een zeshoekige zuil (joodse gemeente) met de 123 namen. Op die zuil is ook een in het beeld verwerkte tekening te zien van een gezin dat met koffers naar het station loopt.
In tegenstelling tot het Bevrijdingsmonument Bloemendaal dat op loopafstand staat, geldt dit beeld ook voor weggevoerde Joden uit Bennebroek, dat in 2009 zich aansloot bij gemeente Bloemendaal. Bennebroek heeft voor haar inwoners een eigen oorlogsmonument opgericht.
Een eerste versie van het beeld sloot aan bij de bakstenen muur bij het bevrijdingsmonument. Na enkele gesprekken bleek dat men toch wat anders wilde. Patrick van der Vegt ontwierp ook het Joods monument (Haarlem) en Joods Monument Heemstede.